# И найденное
«И найденное» (англ. ...And Found) — пятый эпизод второго сезона телесериала «Остаться в живых», и 30-й во всём сериале. Сценарий к эпизоду написали Карлтон Кьюз и Деймон Линделоф, а режиссёром стал Стивен Уильямс. Премьера эпизода состоялась на канале ABC 19 октября 2005 года. Центральными персонажами эпизода являются Сун Хва Квон (Юнджин Ким) и Джин Су Квон (Дэниел Дэ Ким).
В этом эпизоде Сун ищет своё пропавшее обручальное кольцо; тем временем Майкл Доусон (Гарольд Перрино) ведёт одиночные поиски своего похищенного сына.

## Сюжет

### Воспоминания
В Южной Корее Сун идёт на свидание, назначенное свахой, где она встречает потенциального жениха, Чжэ Ли, которого она посчитала богатым, образованным и очаровательным. Тем временем Джин готовится к важному собеседованию в отеле. Его сосед по комнате использует И-цзин и говорит ему, что Джин скоро найдёт любовь, загадочно добавляя, что её цвет будет оранжевым. Интервьюер Джина, мистер Ким, ругает его за то, что он из деревни и от него воняет рыбой, но потом всё равно нанимает его в качестве швейцара, при этом строго предупредив его, чтобы он не открывал дверь тем, кто похожи на него. Сун и Чжэ продолжают ладить, и пара назначает встречу в отеле, где работает Джин и которым владеет семья Чжэ. Сун направляется ко входу в отель, но Джин не видит её, потому что он кланяется, открывая ей дверь. Внутри отеля Чжэ внезапно говорит Сун, что он собирается жениться на женщине, с которой он познакомился в Америке, и что он виделся с Сун лишь для того, чтобы успокоить своих родителей. Хотя она явно разочарована, Сун желает ему всего хорошего и уходит. Бедно одетый отец с маленьким мальчиком подходит к отелю и просит у Джин разрешения пройти, так как мальчику срочно нужно в туалет. Джин неохотно пускает пару внутрь, но мистер Ким замечает это и делает ему суровый выговор, вновь оскорбляя его происхождение. Джин тут же бросает работу. Позже, бродя по мосту, Джин проходит мимо женщины в оранжевом платье. Задумчиво оглядываясь назад, он весело качает головой и оборачивается. Он прямо сталкивается с Сун, таким образом впервые встречая будущую жену.

### На острове

#### На пляже
На пляже Сун обнаруживает, что она потеряла обручальное кольцо. Джек Шепард (Мэттью Фокс) предлагает Сун помочь найти кольцо, но она отказывается. Позже, когда рассерженная Сун разрушает свой сад, к ней приходит Джон Локк (Терри О’Куинн). Сун утверждает, что она не помнит, что когда-нибудь видела его сердитым. Локк смеётся и отвечает, что раньше он часто сердился. Сун спрашивает его, почему он больше не сердится, и он отвечает, что теперь он нашёл себя. Сун спрашивает его, как он нашёл себя. Локк отвечает: «Так же, как находят все потери: я не ищу.»
Когда Кейт Остин (Эванджелин Лилли) пытается утешить её, Сун раскрывает, что была найдена бутылка с посланиями, и говорит ей, что она зарыла её. Откопав бутылку, Кейт расстраивается и отчаянно пытается прочитать все послания. Сун останавливает её и говорит, что сообщения личные. Кейт рассказывает Сун, что она так и не попрощалась с Сойером (Джош Холлоуэй). Затем Кейт смотрит на песок и велит Сун посмотреть вниз — Сун находит своё обручальное кольцо, лежащее на песке.

#### На другой стороне острова
Джин, Майкл, Сойер и выжившие из хвостовой части, Ана-Люсия Кортес (Мишель Родригес), мистер Эко (Адевале Акиннуойе-Агбадже), Либби Смит (Синтия Уотрос), Бернард Нэдлер (Сэм Андерсон) и Синди Чендлер (Кимберли Джозеф) решают вернуться на более безопасную сторону острова. Однако Майкл резко уходит искать Уолта. Джин и Эко отправляются вслед за Майклом, а оставшиеся выжившие отправляются на другую сторону острова.
Когда они выслеживают Майкла, Джин сталкивается с атакующим диким кабаном и скатывается вниз по склону. Когда он приземляется, он видит тело другого выжившего, у которого из торчит толстая палка. Эко сообщает Джину, что это человека звали «Гудвин». Затем Джин говорит: «Другие?» В ответ Эко кивает.
Эко находит свежие следы и говорит Джину, что это, должно быть, Майкл. Мгновение спустя Эко чувствует, что кто-то идёт. Когда он и Джин прячутся, они видят группу людей, идущих тихо. Они видят Других лишь до бёдер, и они все босые и грязные, а последний тащит на верёвке коричневого плюшевого мишку. Позже они вдвоём находят Майкла. Эко успешно убеждает его вернуться, сказав, что Других не найти, если они сами этого не захотят.

## Реакция
Во время первого показа эпизод посмотрело 21,38 миллионов зрителей США.
Крис Каработт из IGN оценил эпизод на 7,3 из 10, сказав: «Это не самый насыщенный событиями эпизод „Остаться в живых“, но для фанатов Джина и Сун флэшбэки дают хороший взгляд на то, как они впервые встретились»; он также назвал эпизод «филлером», сказав: «В случае „Остаться в живых“, даже филлер довольно хорош, но он всё равно меркнет по сравнению с некоторыми из лучших усилий сериала до этого момента». IGN поставил «И найденное» на 100-е место из всех эпизодов «Остаться в живых». LA Times поставил этот эпизод на 92-е место в списке лучших эпизодов сериала.